# Cervikalnerv
Cervikalnerver (Nn. spinales cervicales) är spinalnerver som utgår från cervikala delen av ryggraden. Det finns åtta par cervikalnerver, men endast sju cervikala kotor, så cervikalnerv 8 går ut mellan cervikalkota 7 (C7) och thorakalkota 1 (T1). Några av de mest betydelsefulla cervikalnerverna är Nervus medianus, Nervus ulnaris och Nervus radialis.